# Santaloides brachyandrum
Santaloides brachyandrum là một loài thực vật có hoa trong họ Connaraceae. Loài này được (F. Muell.) G. Schellenb. miêu tả khoa học đầu tiên năm 1910.